# Tutuba
Tutuba es una isla perteneciente a Vanuatu, que es parte de la provincia de Sanma.

## Geografía y población
La isla mide 7 km de largo y 2,5 km de ancho en el punto más ancho. Su clima es húmedo tropical. La población local, de alrededor de 600 personas, vive en aldeas a lo largo de la costa noroeste. La población habla el idioma tutuba.